# Adega
Uma adega é uma sala de armazenamento de vinho em garrafas ou barris, ou mais raramente em garrafões, ânforas ou recipientes de plástico. Em uma adega ativa, fatores importantes como temperatura e umidade são mantidos por um sistema de controle climático. Em contraste, as adegas passivas não são climatizadas e geralmente são construídas no subsolo para reduzir as variações de temperatura. Grandes adegas datam de mais de 3.700 anos.

## Condições
O vinho pode ser armazenado satisfatoriamente entre 7–18 °C (45–64 °F), desde que as variações sejam graduais. Uma temperatura de 13 °C (55 °F), muito parecida com a encontrada nas cavernas usadas para armazenar vinho na França, é ideal tanto para armazenamento de curto prazo quanto para envelhecimento de vinho a longo prazo. Observe que o vinho geralmente amadurece de maneira diferente e mais lenta a uma temperatura mais baixa do que a uma temperatura mais alta. Quando as oscilações de temperatura são significativas, quatorze graus ou mais, isso fará com que o vinho respire através da rolha, o que acelera significativamente o processo de envelhecimento. Entre 10–14 °C (50–57 °F), os vinhos envelhecem normalmente.

## Umidade
Alguns especialistas em vinho debatem a importância da umidade para o armazenamento adequado do vinho. No Wine Spectator, o escritor Matt Kramer observou um estudo francês que afirmava que a umidade relativa dentro de uma garrafa é mantida em 100%, independentemente da tampa usada ou da orientação da garrafa. No entanto, Alexis Lichine diz que a baixa umidade pode ser um problema porque pode fazer com que as rolhas orgânicas sequem prematuramente. Uma polegada (2,5 centímetros) de cascalho cobrindo o piso periodicamente polvilhado com um pouco de água foi recomendado para reter a umidade desejada.

## Galeria

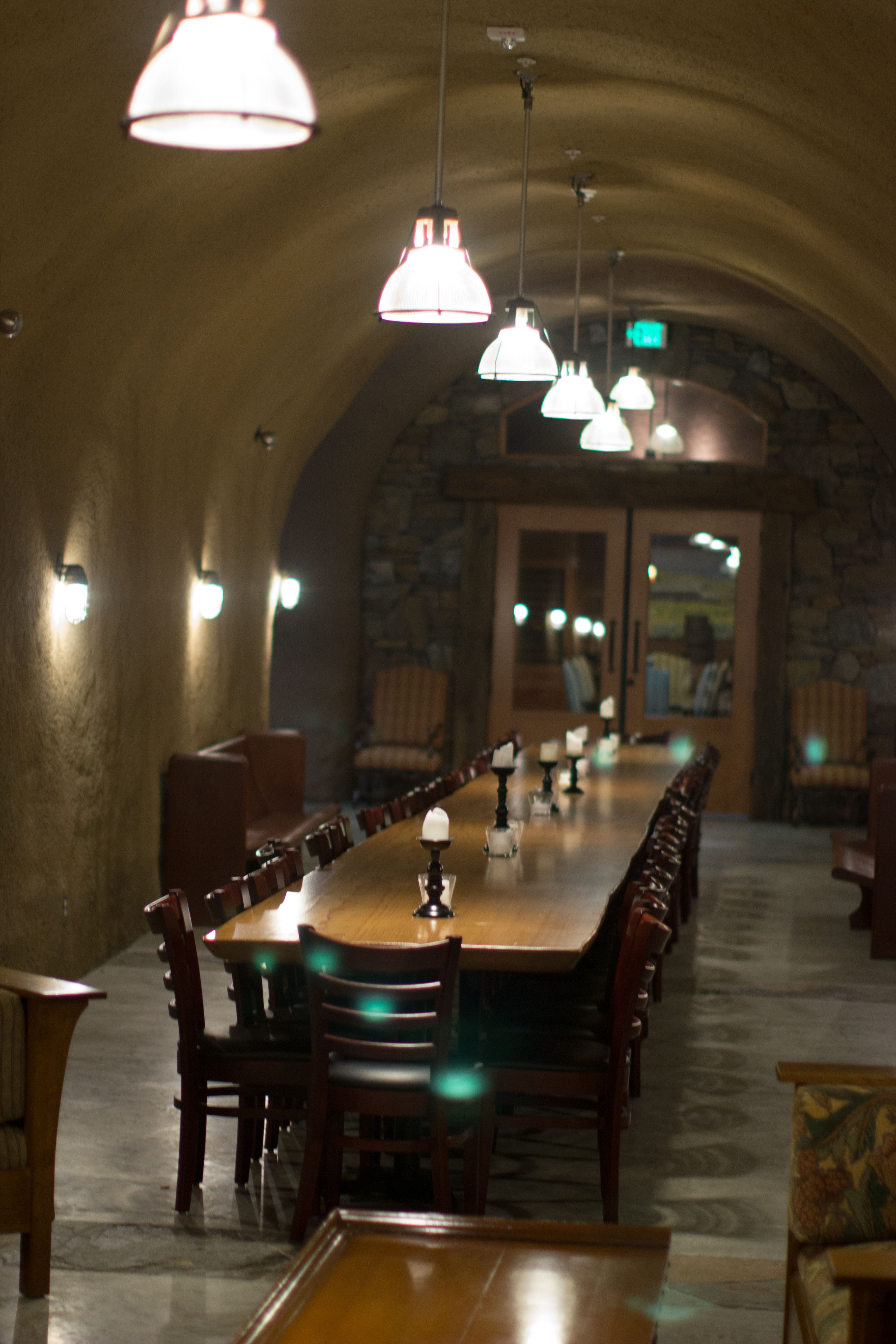
Uma mesa para beber e reunir em uma adega de Sonoma
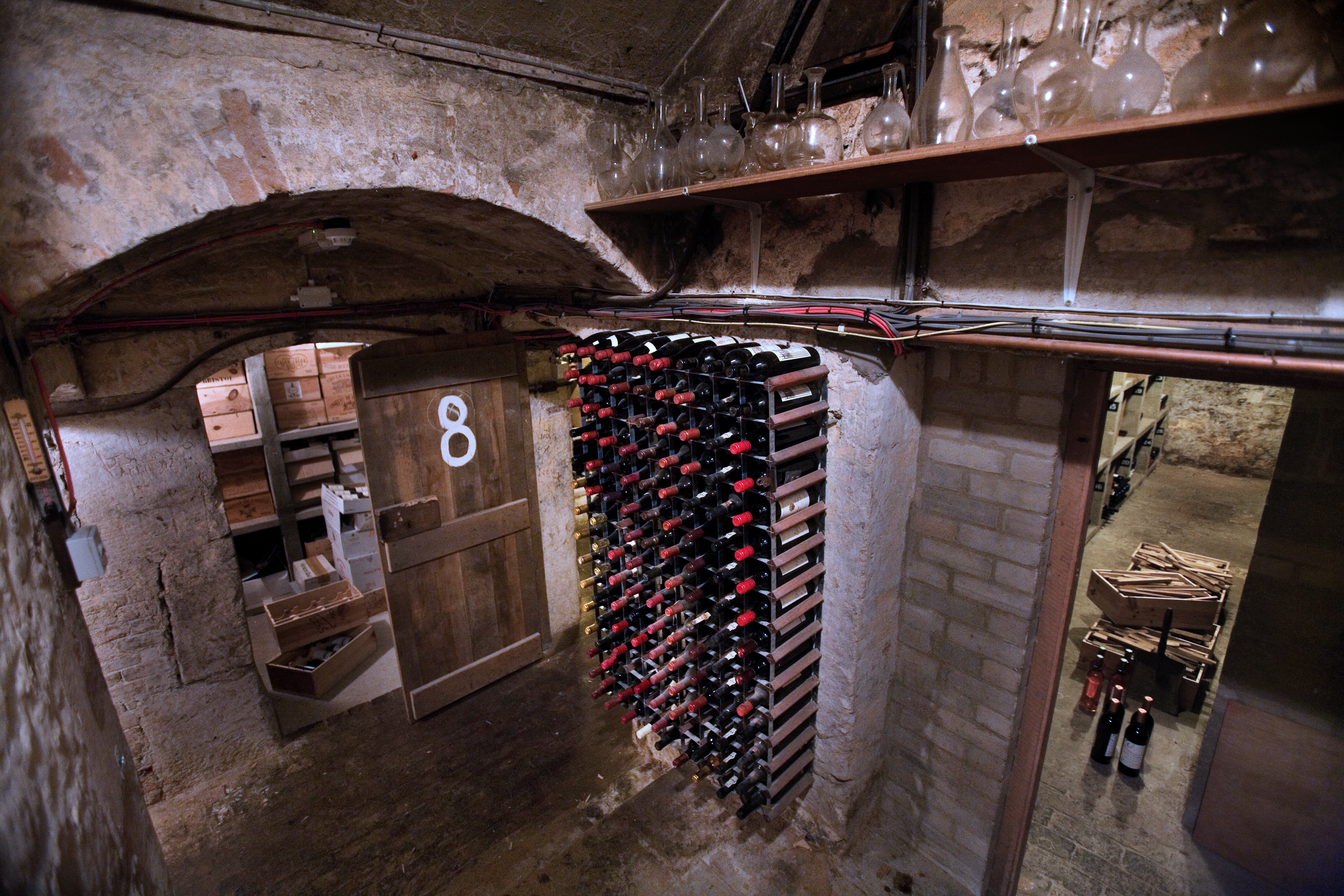
Garrafas de vinho armazenadas em uma adega no Jesus College, Oxford
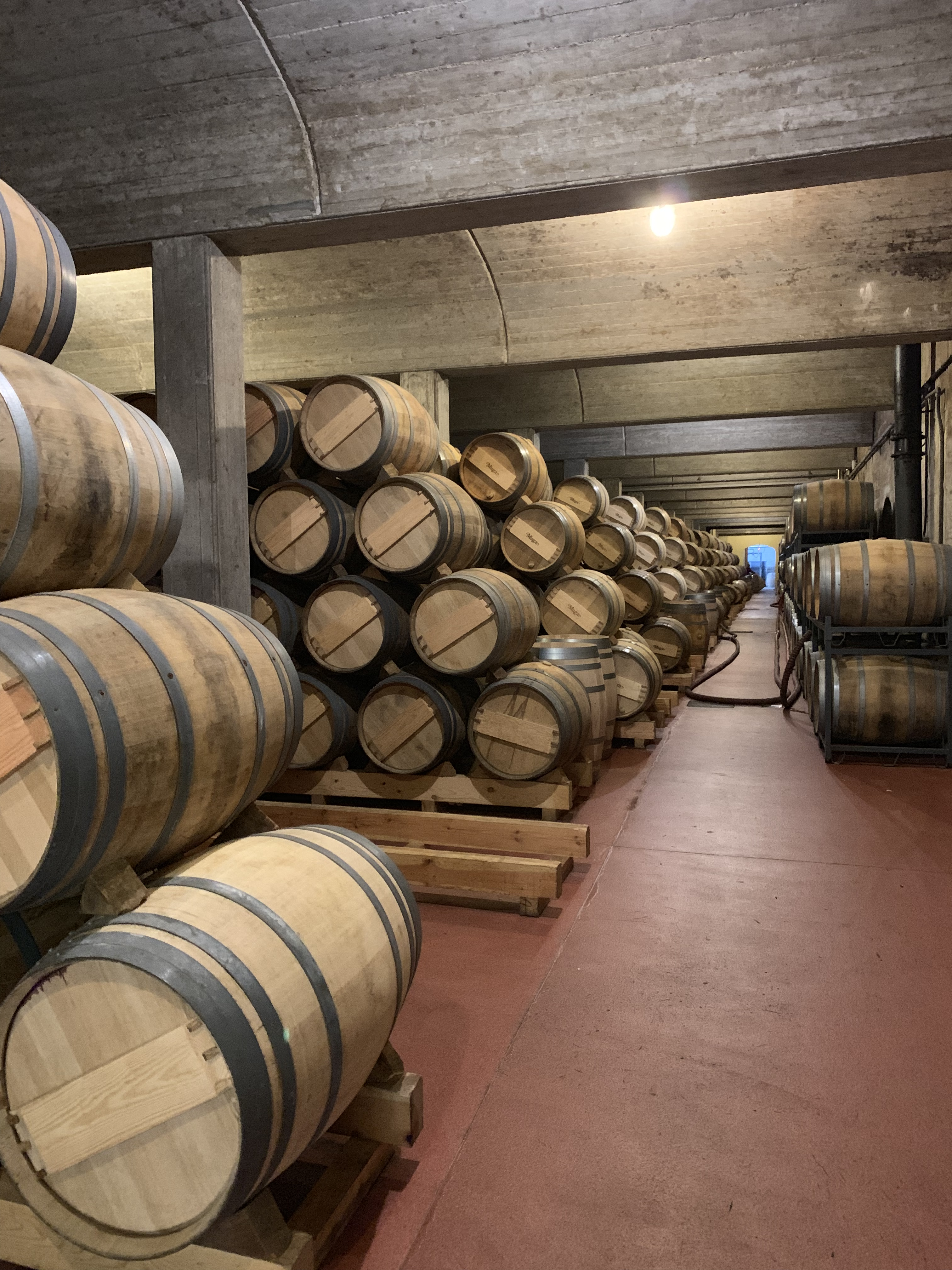
Adega Muga, Haro, Espanha
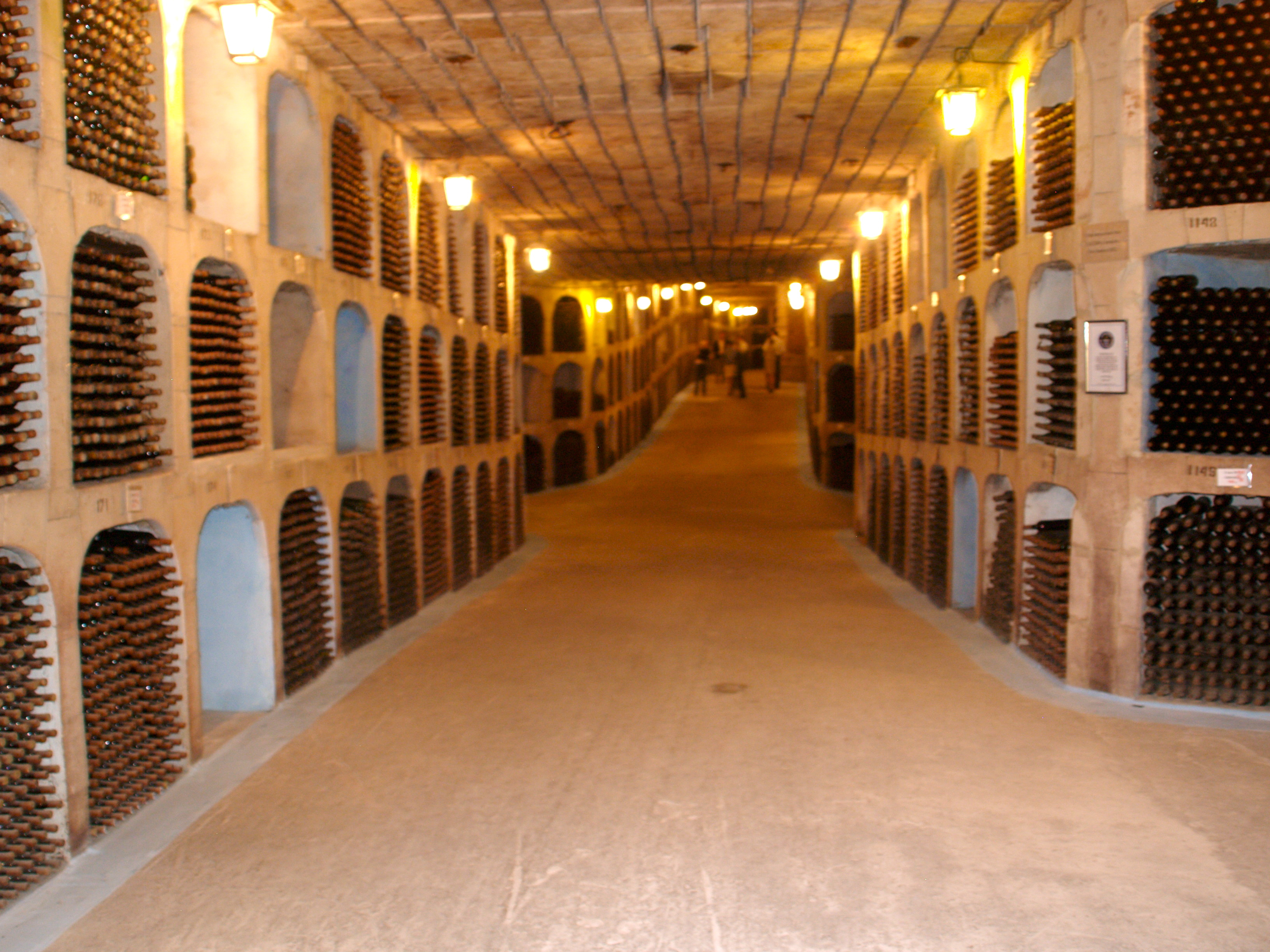
Mileștii Mici tem as maiores adegas do mundo.
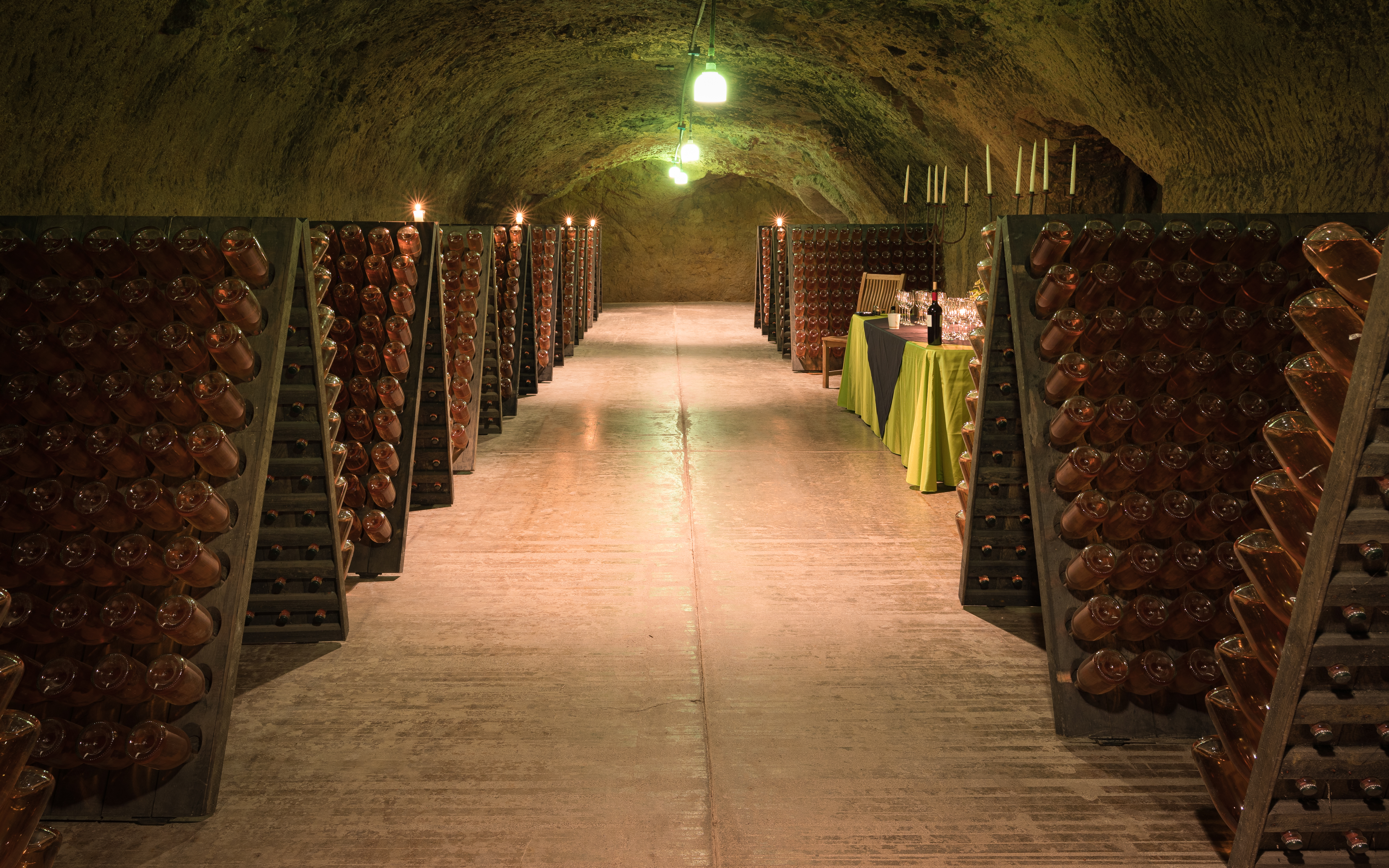
Adega de vinho da Schramsberg Vineyards, Napa
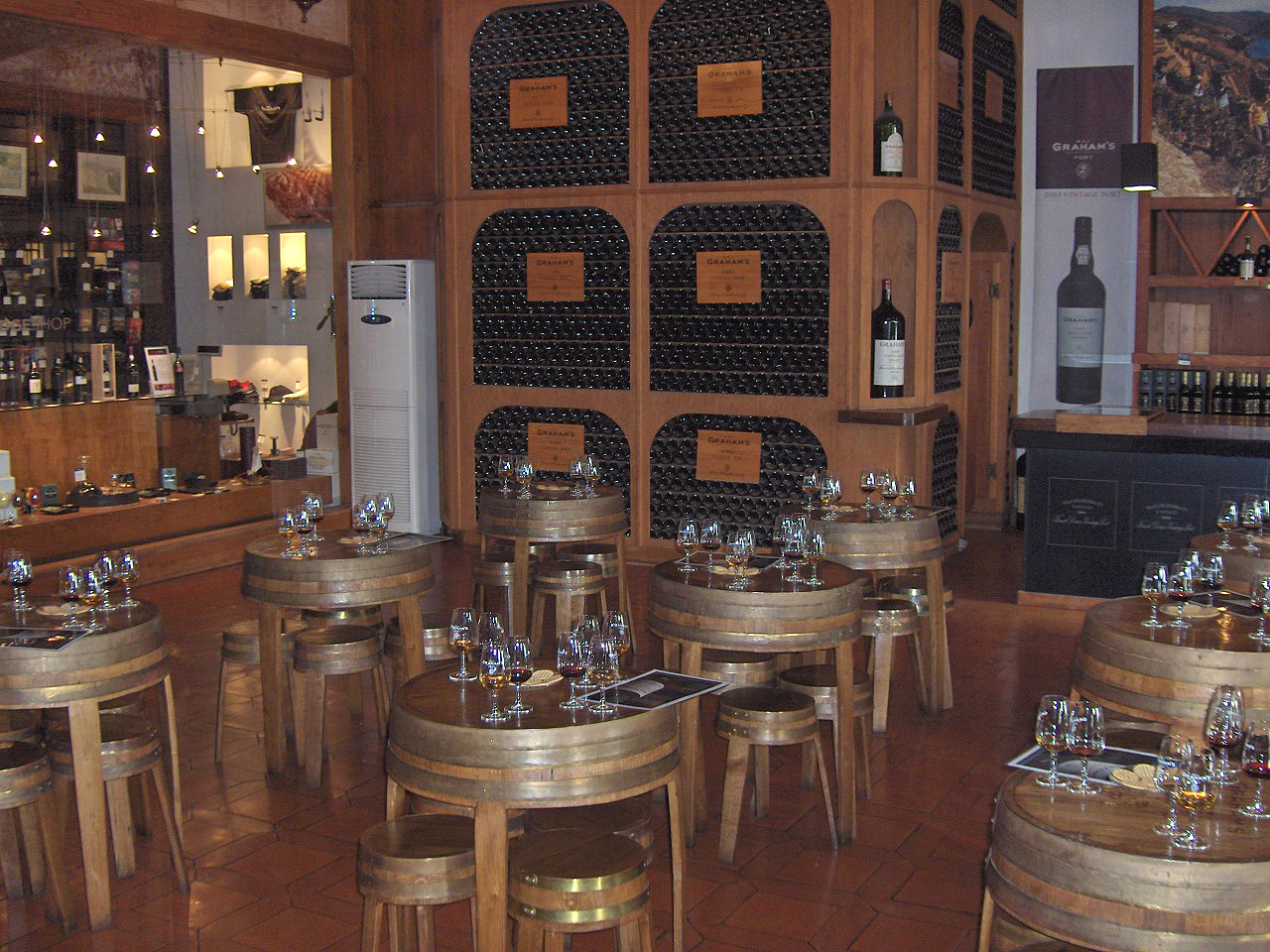
Sala de degustação de vinho do Porto numa adega de um produtor
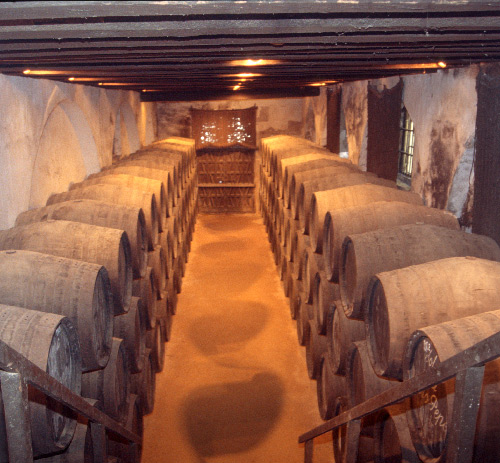
Uma solera de xerez sobre o chão
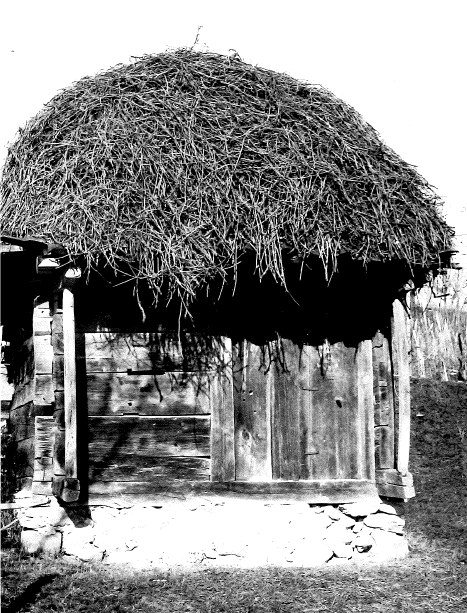
Uma adega acima do solo em Runcu, Romênia